# 长背梅鲷
长背梅鲷（学名：Caesio tile）为笛鲷科梅鲷属的鱼类。分布于印度洋的马达加斯加至太平洋的玻利尼西亚、北至小笠原群岛、台湾岛以及西沙群岛等，属于暖水性中上层鱼类。其主要生活于珊瑚礁浅水区。